# Strażnica Przewodziszowice
Strażnica Przewodziszowice (Strażnica Przewodziszowicka) – ruiny murowanej strażnicy obronnej, znajdujące się w pobliżu dawnej wsi Przewodziszowice (obecnie część miasta Żarki) na Wyżynie Krakowsko-Częstochowskiej.

## Zarys historii
Jedyną pozostałością po strażnicy jest częściowo zrekonstruowany mur o długości 26 m, wysokości do 10 m i miejscami osiągający grubość 1,8 m. Prawdopodobnie u stóp skały istniało podzamcze chronione wałem i fosą. Strażnica została wzniesiona prawdopodobnie w XIV w. lub na przełomie wieków XIV i XV, Istnieją dwie teorie jej pochodzenia. Według niektórych historyków wybudowano ją na polecenie króla polskiego Kazimierza Wielkiego. Razem ze Strażnicą Suliszowice mogła stanowić wsparcie – jako wysunięta flanka – zamku obronnego Ostrężnik. Inni historycy sądzą, że warownię wybudował książę śląski Władysław Opolczyk dla obrony swoich terytoriów lennych. W 1382 roku wieś Przewodziszowice była w posiadaniu Władysława Opolczyka. W latach 1426–1454 wieża była siedzibą rycerza-rozbójnika Mikołaja Kornicza, zwanego „Siestrzeńcem”. Napadał on i rabował jakoby wyłącznie bogatych kupców i możnowładców i z tego też powodu cieszył się sympatią okolicznej ludności chłopskiej. Jak głosi legenda, zrabowane przez niego skarby zostały ukryte w niedostępnych szczelinach skalnych lub w zamkowej studni.

## Wspinaczka skalna
Skała ze strażnicą znajduje się na niewielkiej polance. Zbudowana jest z wapienia, ma wysokość 12–17 m i jest obiektem wspinaczki skalnej. Ma połogie, pionowe lub przewieszone ściany z kominami, rysami, filarami i zacięciami. W 2017 r. było 25 dróg wspinaczkowych o trudności od VI do VI.6 w skali polskiej. Łatwiejsza jest jedynie Droga zejściowa (III) i Przednia rysa (IV+), ale nie mają one asekuracji (wspinaczka tradycyjna). Poza tym wszystkie drogi mają zamontowane stałe punkty asekuracyjne: ringi (r) i stanowisko zjazdowe (st).

1. Wyścig z czasem; VI.2, 4r + st
2. Serek; VI.1, 5r + st (droga szczególnie polecana)
3. Serek wprost; VI.1+, 4r + st
4. Kant serka; VI.2, 4r + st
5. Za kantem serka; VI.1, 4r + st
6. Proszę konia; VI.1, 4r + st
7. Przednia rysa; IV+ (nie wystarczą same ekspresy)
8. Girl’s Power; VI+, 5r + st
9. Giganci tańczą; VI.1, 4r + st
10. Krucha ścianka; VI.1+, 4r + st
11. Droga zejściowa; III (nie wystarczą same ekspresy)
12. Płytka pigularza; VI.1+, r
13. Łapy przy sobie; VI.1, 6r + st
14. Sposób na hemoroidy; VI.1+, 5r + st (droga szczególnie polecana)
15. Ograniczony podwiertek; VI.4, 6r + st
16. Filarek podwiertków; VI.3+, 6r + st
17. Tylna rysa; VI.1+, 3r + st
18. Chwała podwiertkom; VI.1+, 4r + st
19. Awaryjna Anka; VI.5, 5r + st
20. Klub aktywnego seniora; VI.5+, 6r + st
21. Książę podwiertków; VI.4+, 5r + st
22. Lewa rysa; VI.4, 5r + st (droga szczególnie polecana)
23. Prawa rysa; VI.3, 3r + st
24. Gandalf; VI.4+, 4r + st (droga parametryczna)
25. Imbir; VI.2+, 5r + st
26. Haj Way to Szecówka; VI.5+/6 (kombinacja)[5].

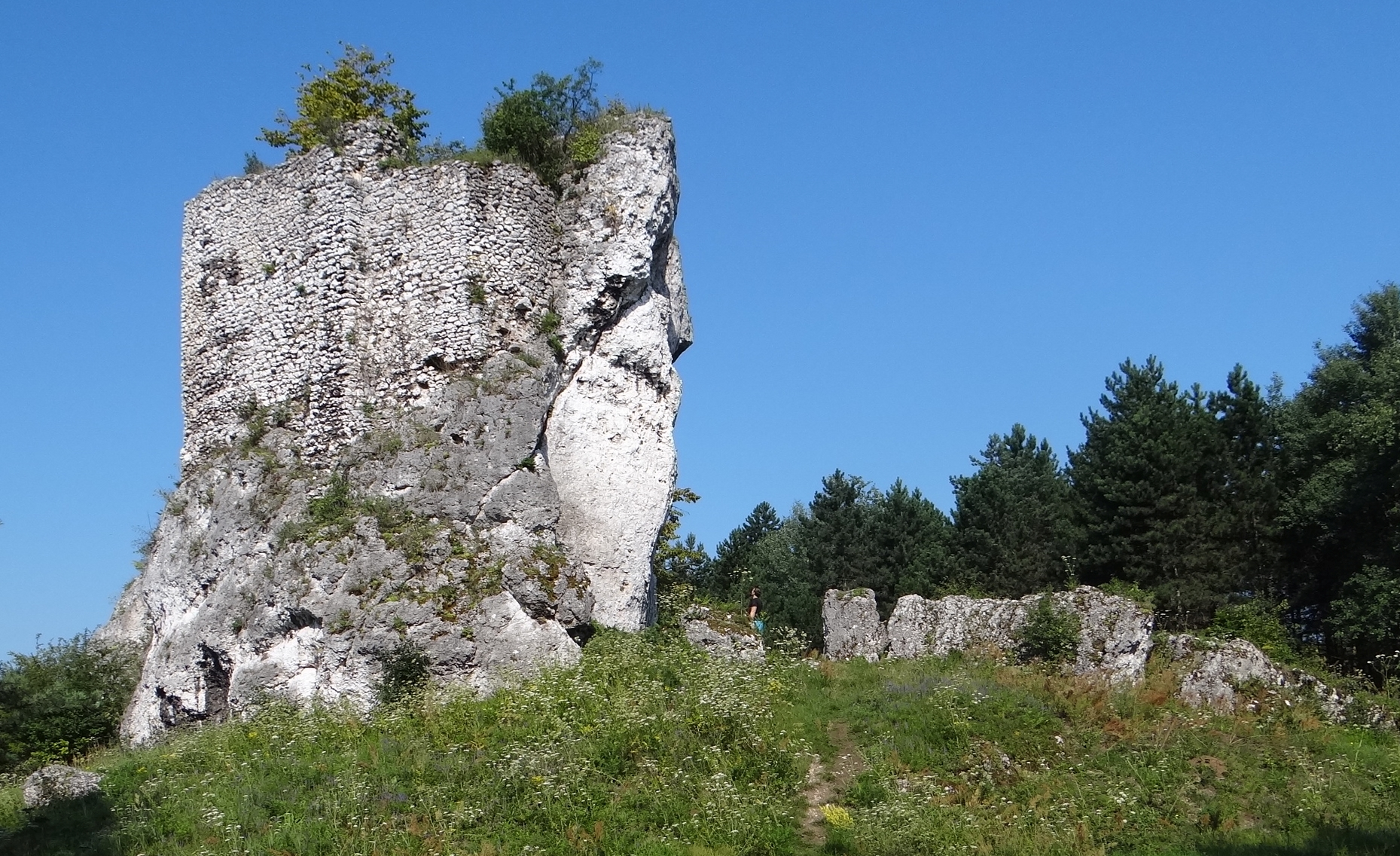
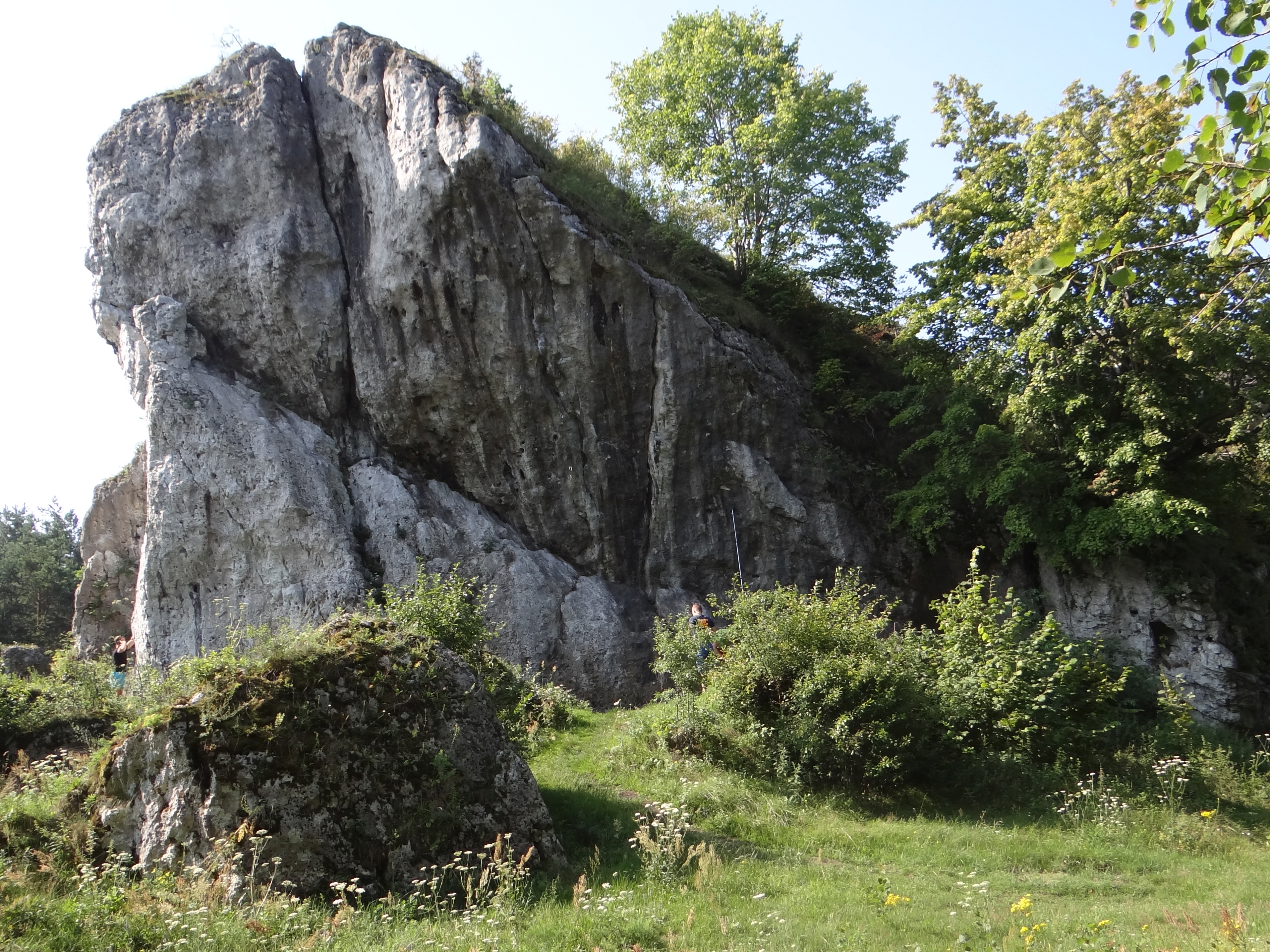
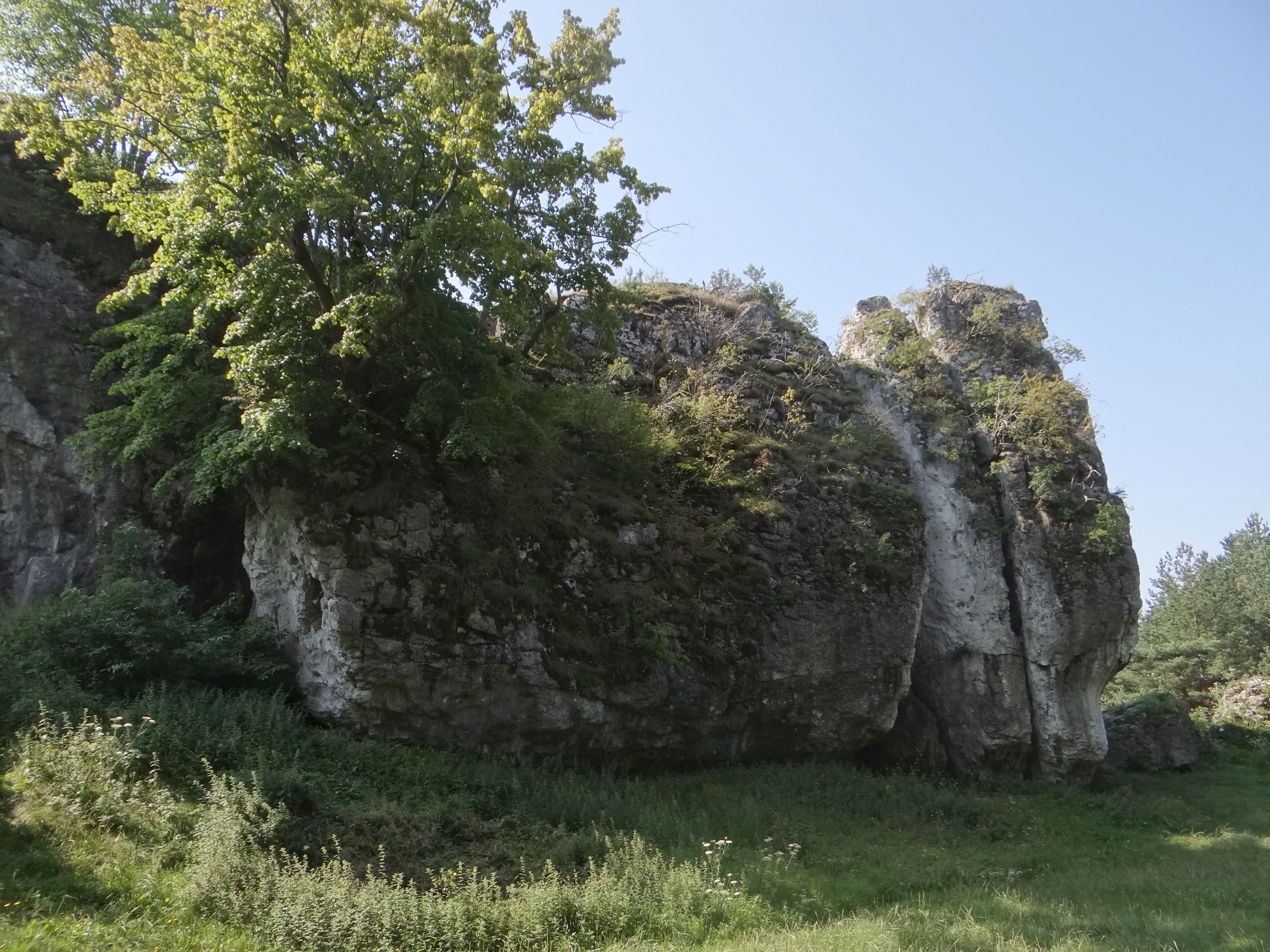
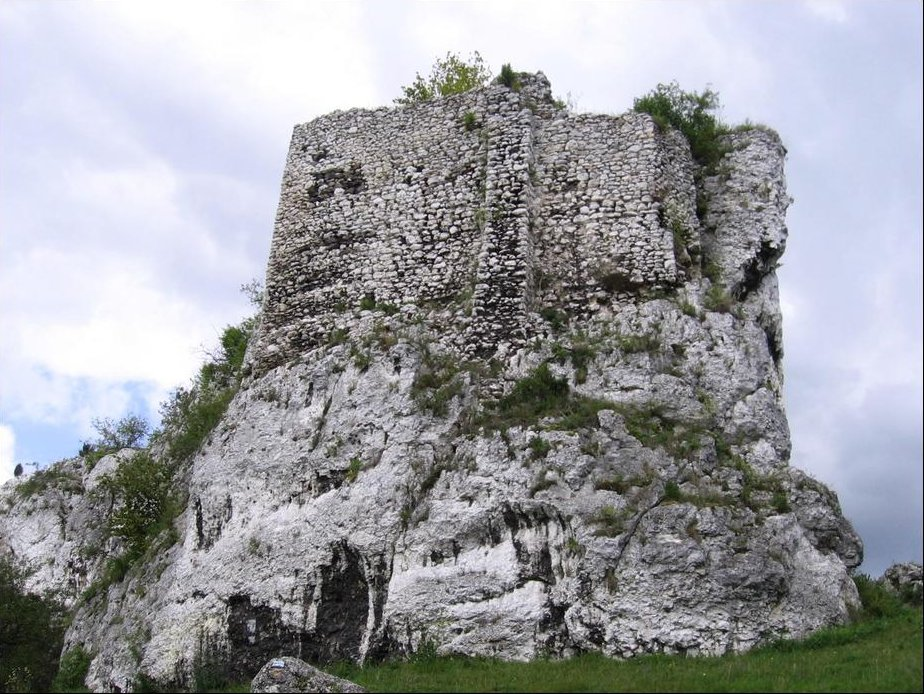

W skale znajduje się niewielka jaskinia Schronisko pod Strażnicą. Obok strażnicy prowadzi „Szlak Rajce” trasą: Przewodziszowice – ostaniec Przy Brzozie – Strażnica Przewodziszowice – Studnia w Skałach Rajcy – skała Duże Rajce. Powrót tą samą trasą.